# 아사히촌 (시즈오카현)
아사히촌(일본어: 朝日村)은 일본 시즈오카현의 동부, 가모군에 속해있던 촌이다. 현재의 시모다시 남서부에 해당한다.

## 역사
- 1889년 4월 1일 - 정촌제 시행에 의해 가모군 아사히촌이 성립하였다.
- 1955년 3월 31일 - 시모다정, 이노우자와촌, 하마자키촌, 이나즈사촌, 시라하마촌과 합병해 그 지역을 구성하여 시모다정이 설치되었다.
- 1971년 1월 1일 - 시모다정이 시로 승격해 시모다시가 되었다.

## 교통

### 도로
- 국도 제136호선

## 참고 문헌
- 가도카와 일본 지명 대사전 22 静岡県